# Stanisław Tomaszek
Stanisław Tomaszek (ur. 2 października 1926 w Mirachowie, zm. 22 marca 2021) – polski architekt, prof. dr hab. inż. arch.

## Życiorys
W 1952 ukończył studia na Wydziale Architektury Politechniki Gdańskiej, w 1973 roku uzyskał stopień doktora, a w 1978 uzyskał tytuł docenta. 18 grudnia 1987 nadano mu tytuł profesora w zakresie nauk technicznych. Został zatrudniony na stanowisku profesora zwyczajnego w Instytucie Ekologii Terenów Uprzemysłowionych, w Katedrze Projektowania Architektonicznego i Sztuk Pięknych, oraz w Katedrze Urbanistyki i Planowania Przestrzennego na Wydziale Architektury Politechniki Śląskiej, w Wyższej Szkole Zarządzania i Nauk Społecznych w Tychach i w Wyższej Szkole Technicznej w Katowicach.
Był rektorem w Wyższej Szkole Technicznej w Katowicach i w  Wyższej Szkole Zarządzania i Nauk Społecznych w Tychach.
Zmarł 22 marca 2021.

## Odznaczenia i wyróżnienia
Odznaczony następującymi odznaczeniami:
- Krzyż Kawalerski Orderu Odrodzenia Polski
- Złoty Krzyż Zasługi
- Medal Komisji Edukacji Narodowej
- Srebrna Odznaka SARP
- Złota Odznaka SARP
- Odznaka „Zasłużonemu w Rozwoju Województwa Katowickiego
- Odznaka „Za Zasługi dla Gdańska”
- Odznaka „Zasłużony Ziemi Gdańskiej”